# Lusanger
Lusanger (bretonisch: Luzevieg; Gallo: Lusanjae) ist eine französische Gemeinde mit 1.064 Einwohnern (Stand: 1. Januar 2022) im Département Loire-Atlantique in der Region Pays de la Loire; sie gehört zum Arrondissement Châteaubriant-Ancenis und zum Kanton Guémené-Penfao. Die Einwohner werden Lusangéens genannt.

## Geografie
Lusanger liegt etwa 60 Kilometer nordnordwestlich von Nantes. Umgeben wird Lusanger von den Nachbargemeinden Sion-les-Mines im Norden, Saint-Vincent-des-Landes im Osten, Jans im Süden, Derval im Westen sowie Mouais im Nordwesten.

## Bevölkerungsentwicklung

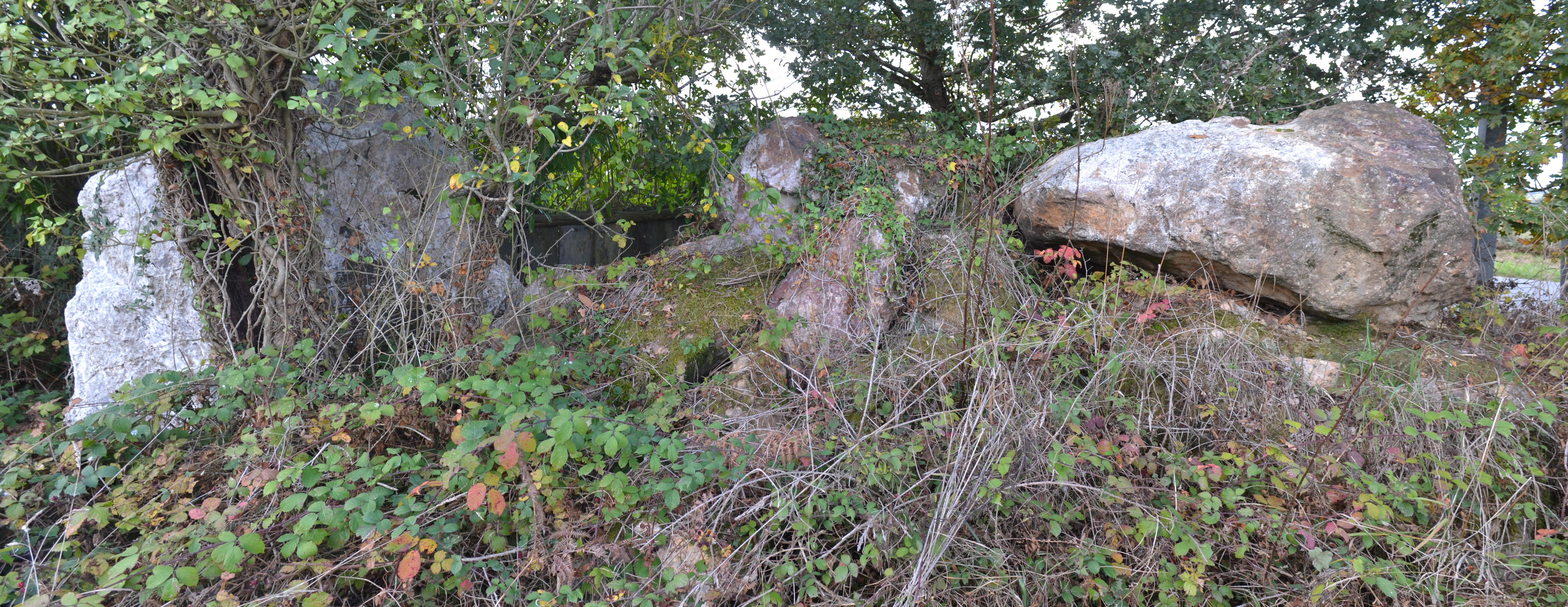
Mégalithes de la Pierre

| Jahr                       | 1962 | 1968 | 1975 | 1982 | 1990 | 1999 | 2006 | 2017 |
| Einwohner                  | 1063 | 1020 | 934  | 914  | 926  | 947  | 1000 | 1047 |
| Quellen: Cassini und INSEE |      |      |      |      |      |      |      |      |

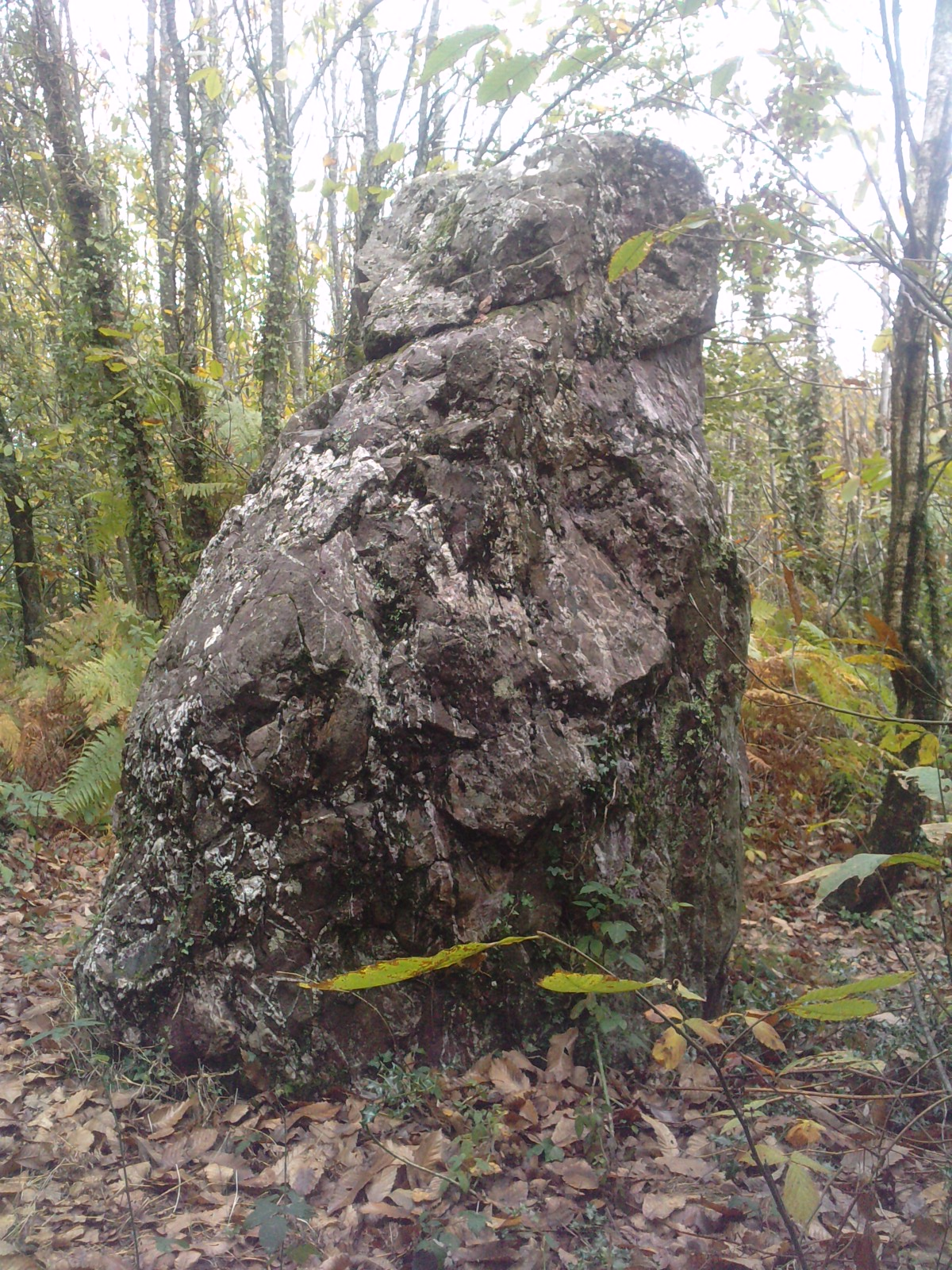
Menhir von Le Hochu
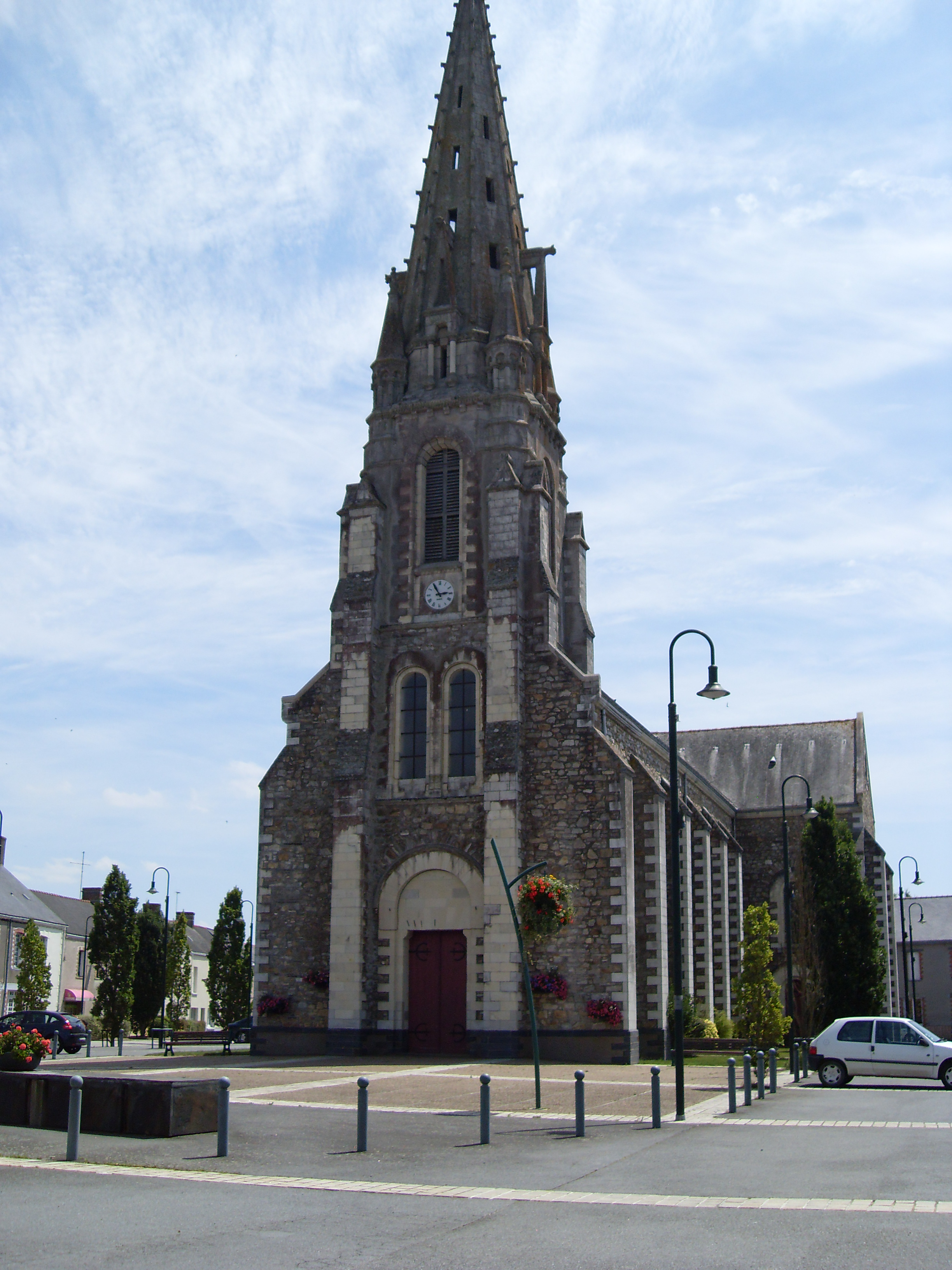
Kirche Saint-Jean-Baptiste
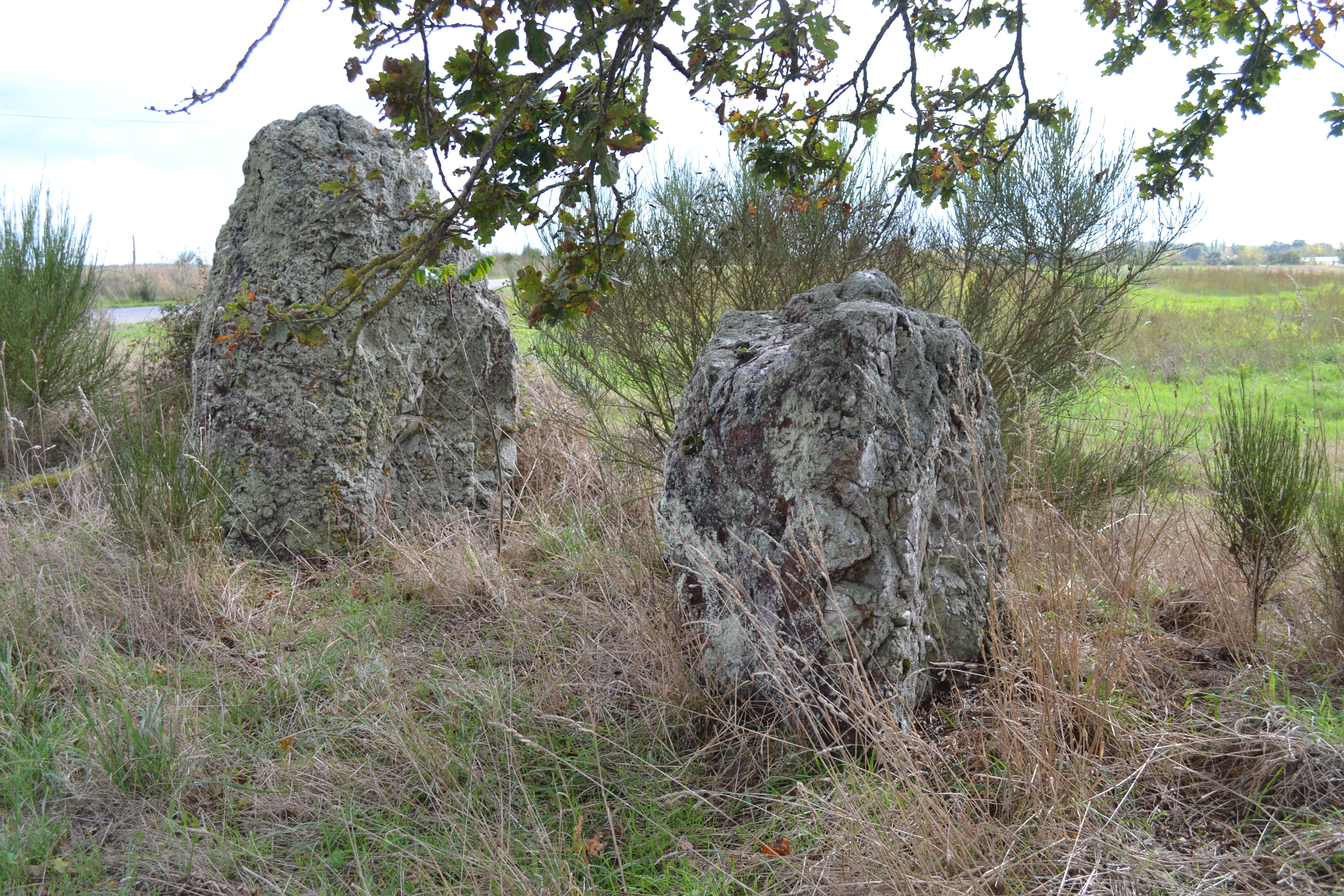
Alignement de la Grée Galot

## Sehenswürdigkeiten
- Menhir Pierre du Hochu
- Menhir du Tertre Gicquel
- Alignement de la Grée Galot
- Kirche Saint-Jean-Baptiste, 1866 bis 1869 erbaut
- Kirche Saint-Jean, im 12. Jahrhundert erbaut, im 15. Jahrhundert umgebaut, seit 1997 Monument historique
- Kapelle Saint-Côme-et-Saint-Damien aus dem 19. Jahrhundert
- Schloss Saint-Émilie